# گوانگجو
کلان‌شهر گوانگجو (کره‌ای: [kwaŋ.dʑu] ())، که پیش‌تر به عنوان «کوانگجو» نامیده می شد، ششمین کلان‌شهر کره جنوبی است. این یک کلان‌شهر تعیین شده تحت کنترل مستقیم وزیر کشور دولت مرکزی است.  این شهر همچنین مرکز استان جولا جنوبی بود تا اینکه درسال ۲۰۰۵ دفتر استان به روستای جنوبی نامک در شهرستان موآن انتقال یافت. زیرا گوانگجو به یک کلان‌شهر ارتقا یافت و از استان جولا جنوبی مستقل شد.
نام آن از دو کلمه «گوانگ» (کره‌ای: 광; هانجا: 光) به معنی «نور» و «جو» (کره‌ای: 주; هانجا: 州) به معنی «ولایت» (کره‌ای: 무주; هانجا: 武州) تشکیل شده. گوانگجو از نظر تاریخی به عنوان «موجو» (کره‌ای: 무주; هانجا: 武州) ثبت شده است، که در آن «شیلا تمام زمین را برای ایجاد استان های گوانگجو ادغام کرد. اونگجو، جونجو، موجو و شهرستان های مختلف، به علاوه مرز جنوبی گوگوریو و سرزمین های باستانی شیلا» در سامگوک ساگی. در قلب منطقه کشاورزی استان جولا، این شهر به دلیل غنی و متنوع آشپزی نیز مشهور است.

## تاریخچه
این شهر همچنین تا سال ۲۰۰۵ مرکز استان جولا جنوبی (جولانام-دو) بود تا اینکه در این سال، مرکز اداری استان به روستای جنوبی نمک، در موآن انتقال یافت.

## جمعیت و مساحت
جمعیت این شهر بر اساس آمار سال ۲۰۰۶ برابر با ۱٬۴۱۵٬۹۵۳ نفر بوده‌است.
وسعت این شهر ۵۰۱٫۳۶ کیلومتر مربع است.

## تقسیمات اداری
گوانگ جو به ۵ منطقه (به کره‌ای: گو) بخش شده‌است:
- بوک-گو
- دونگ-گو
- گوانگسان-گو
- نام-گو
- سئو-گو

## مترو
متروی گوانگجو در سال ۲۰۰۴ تأسیس شده و هم‌اکنون دارای ۱ خط و ۲۰ ایستگاه می‌باشد.

## شهرهای خواهر
- گوانگ‌ژو، چین

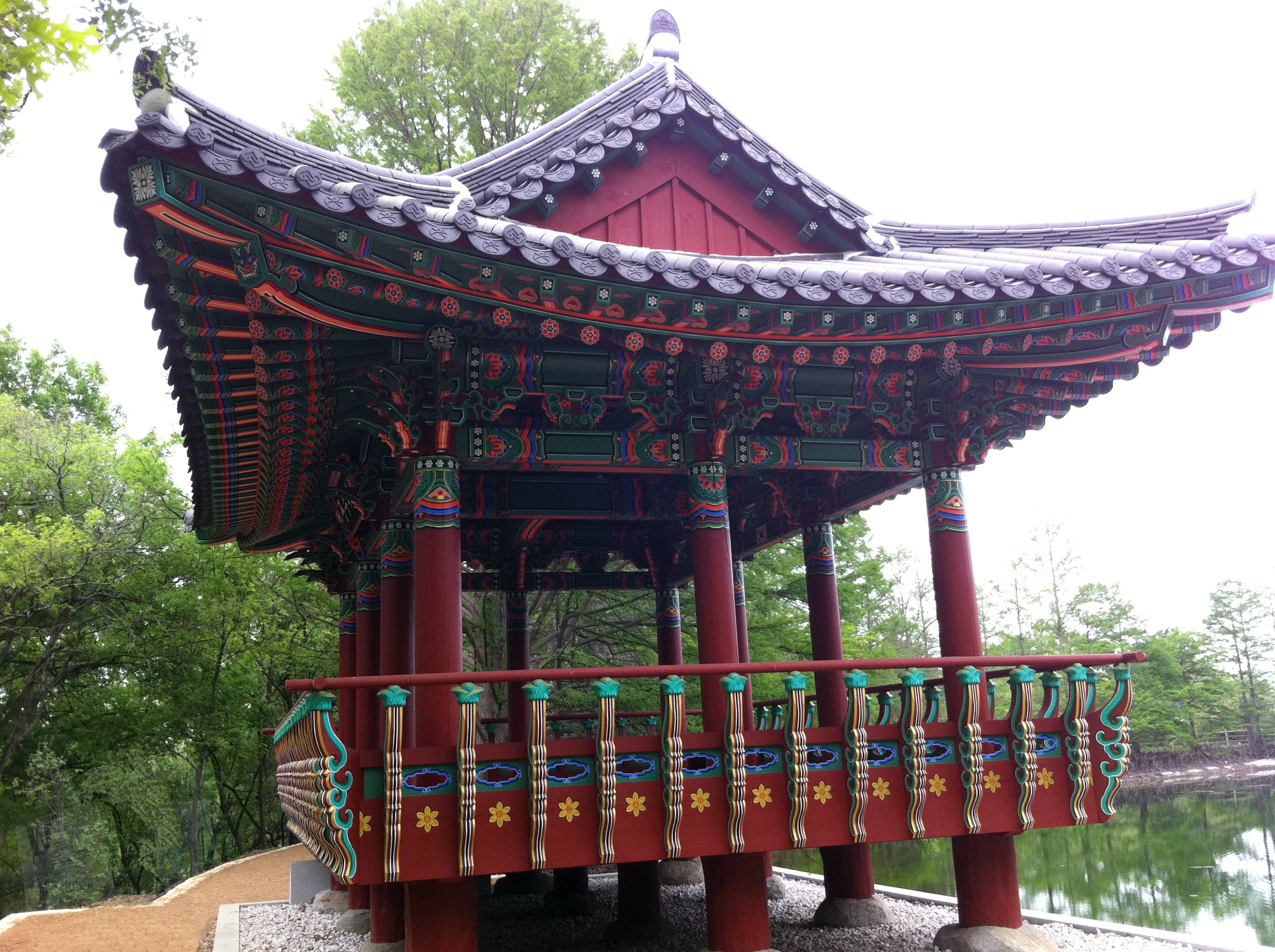
عمارت کلاه فرنگی کوانگجو در شهر سن آنتونیو در ایالت تگزاس در آمریکا، به مناسبت خواهرخواندگی با این شهر کره‌ای در پارک دنمان استیت بنا گردید.

- سن آنتونیو، ایالات متحده
- سندای، ژاپن
- تاینان، تایوان
- مدان، اندونزی
- اصفهان، ایران